# Nadia Kaci
Pour les articles homonymes, voir Kaci.
Nadia Kaci est une actrice phare du cinéma Algérien et Franco-Algérien. Elle réside en France depuis 1993 et travaille avec des metteurs en scène des deux rives de la Méditerranée.

## Biographie
Elle commence sa carrière avec le film culte Bab El Oued City de Merzak Allouache (sélectionné à Cannes en 1994) et devient très vite l’une des actrices fétiches du réalisateur franco-algérien Nadir Mokneche, avec lequel elle crée des personnages de femmes libres, émouvantes, résilientes, (Le harem de Madame Osmane (1999), Viva Laldjérie (2004), Délice Paloma (2007), Lola Pater (2016)).
En 2014 Lotfi Bouchouchi lui offre un premier rôle puissant dans Le Puits, sélectionné aux Oscar (Meilleur film étranger en 2017) qui lui vaut le prix de la Meilleure actrice au Festival Méditerranéen d’Alexandrie (2015).
Dans le même temps Nadia Kaci collabore avec des réalisateurs français majeurs tel Bertrand Tavernier (Ça commence aujourd’hui, 1999.
Dernièrement, c’est la jeune garde du cinéma algérien qui fait appel à sa palette subtile :
Karim Moussaoui (En attendant les hirondelles, sélectionné à Cannes en 2017), Sophia Djama (Les Bienheureux, 2017), ou encore Mounia Meddour (Papicha, sélection Un certain regard Cannes 2019) qu’elle retrouve avec Houria en 2021. 
Lorsqu’elle n’est pas sur grand écran, Nadia écrit. Elle est auteure de la pièce Femmes en quêtes de terres jouée pendant trois ans entre l'Algérie et la France (2003 à 2006). 
On lui doit également deux récits : Laissées pour mortes. Le lynchage des femmes de Hassi Messaoud, publié en 2010 par les éditions Max Milo et pour lequel elle a reçu le Prix littéraire des Droits de l'Homme. Et Enfant mal placé, l'histoire d'Hakan Marty et de sa grand-mère, de sa mère, placés sur trois générations dans des structures d'aide à l'enfance.
Nadia Kaci est chevalière de l’Ordre des Arts et des Lettres, distinction reçue en 2017 par Françoise Nyssen, Ministre de la Culture.

## Filmographie

### Cinéma

#### Longs métrages
- 1994 : Bab El-Oued City de Merzak Allouache : Yamina
- 1995 : Douce France de Malik Chibane : Myssad
- 1997 : Tunisiennes de Nouri Bouzid : Fatiha
- 1999 : Ça commence aujourd'hui de Bertrand Tavernier : Samia Damouni
- 2000 : Le Harem de Madame Osmane de Nadir Moknèche : La Rouquine
- 2000 : Nationale 7 de Jean-Pierre Sinapi : Julie
- 2002 : Vivre me tue de Jean-Pierre Sinapi : l'avocate de la DRH
- 2003 : Tiresia de Bertrand Bonello
- 2004 : Viva Laldjérie de Nadir Moknèche : Fifi
- 2004 : Les Suspects de Kamal Dehane, d'après Les Vigiles de Tahar Djaout : Samia
- 2005 : 7 ans de Jean-Pascal Hattu : Djamila
- 2007 : Délice Paloma de Nadir Moknèche : Sheherazade / Zouina
- 2016 : Le Puits de Lotfi Bouchouchi : Freyha
- 2016 : A mon âge je me cache encore pour fumer de Rayhana Obermeyer : Keltoum
- 2017 : Lola Pater de Nadir Moknèche : Rachida
- 2017 : En attendant les hirondelles de Karim Moussaoui : la femme
- 2017 : Les Bienheureux de Sofia Djama : Amal
- 2019 : Papicha de Mounia Meddour : Madame Kamissi
- 2022 : Houria de Mounia Meddour : Halima
- 2023 : Divertimento de Marie-Castille Mention-Schaar : la mère

#### Court métrage
- 1990 : La Fin des Djinns de Cherif Aggoune

### Télévision
- 2000 : Contre la montre (téléfilm) de Jean-Pierre Sinapi (Canal +) : Nicole Maluzier
- 2003 : Carnets d'ados (série télévisée), épisode La Vie quand même d'Olivier Péray : la travailleuse sociale
- 2007 : L'Affaire Ben Barka (téléfilm) de Jean-Pierre Sinapi (France 2) : Ghita
- 2009 : Le Commissaire Llob, d'après le scénario de Yasmina Khadra :
- 2011 : Le Chant des sirènes (téléfilm) de Laurent Herbiet : la prof de théâtre
- 2022 : Les Rivières pourpres (série télévisée), saison 4, épisodes 5 et 6 La Dernière vague d'Akim Isker : Yamina Sauvaire
- 2022 : Miskina, la pauvre (série télévisée) : Najet

## Théâtre
- 1996 : Le Patio du pays éperdu, mise en scène de Ziani-Chérif Ayad, Théâtre des Francophonies à Limoges
- 1998 : Kaddour El Blindé, mise en scène de H'mida Ayachi, à Alger.
- 2003 : Femmes en quête de terres, de Nadia Kaci, mise en scène Nicolas Delletoile.
- 2004 : Le Mythe de Don Juan, de Francis Aïqui mise en scène de l'auteur, Théâtre Point à Ajaccio puis au TGP de Villeurbanne.
- 2007 : 1962, de Mohamed Kacimi

## Distinctions
- Juillet 2005 - Festival de cinéma d'Oujda (Maroc) pour Les Suspects de Kamal Dehane
- Septembre 2005 - Festival de cinéma d'Alexandrie (Égypte) pour Viva Laldjérie de Nadir Moknèche
- Octobre 2005 - Festival de cinéma de Saint-Jacques de Compostelle (Espagne) pour Les Suspects de Kamal Dehane
- 2008 - Festival de Tarifa (Espagne) pour Délice Paloma de Nadir Moknèche
- 2010 - Prix littéraire des droits de l'Homme pour l'ouvrage Laissées pour mortes
- 2017 -  Chevalière de l'ordre des Arts et des Lettres, Paris, 25 septembre 2017